# Volker Rühe
Volker Rühe (ur. 25 września 1942 w Hamburgu) – niemiecki polityk i nauczyciel, działacz Unii Chrześcijańsko-Demokratycznej (CDU), poseł do Bundestagu, w latach 1992–1998 minister obrony.

## Życiorys
W 1962 zdał egzamin maturalny, po czym do 1968 studiował anglistykę i germanistykę na Uniwersytecie w Hamburgu. Następnie do 1978 pracował jako nauczyciel w szkołach w Hamburgu.
W 1963 wstąpił do Unii Chrześcijańsko-Demokratycznej, był również działaczem jej organizacji młodzieżowej Junge Union. W latach 1973–1975 wchodził w skład zarządu JU. Od 1970 do 1976 był posłem do parlamentu Hamburga. W 1976 po raz pierwszy uzyskał mandat deputowanego do Bundestagu. Z powodzeniem ubiegał się o reelekcję w wyborach w 1980, 1983, 1987, 1990, 1994, 1998 i 2002, zasiadając w niższej izbie niemieckiego parlamentu do 2005. Dwukrotnie zajmował stanowisko wiceprzewodniczącego frakcji CDU/CSU (1982–1989, 1998–2002). Od 1989 do 1992 był sekretarzem generalnym CDU.
1 kwietnia 1992 dołączył do czwartego rządu Helmuta Kohla jako minister obrony. Stanowisko to zajmował również w kolejnym gabinecie tego kanclerza do 27 października 1998. W latach 1998–2000 pełnił funkcję wiceprzewodniczącego CDU. W wyborach regionalnych w 2000 był kandydatem swojej partii na premiera Szlezwika-Holsztynu. W kadencji 2002–2005 przewodniczył komisji spraw zagranicznych Bundestagu. W 2005 wycofał się z bieżącej działalności politycznej, zajął się działalnością konsultingową. Dołączył także do powołanego w 2011 think tanku European Leadership Network.